# 일본 비디오 윤리협회

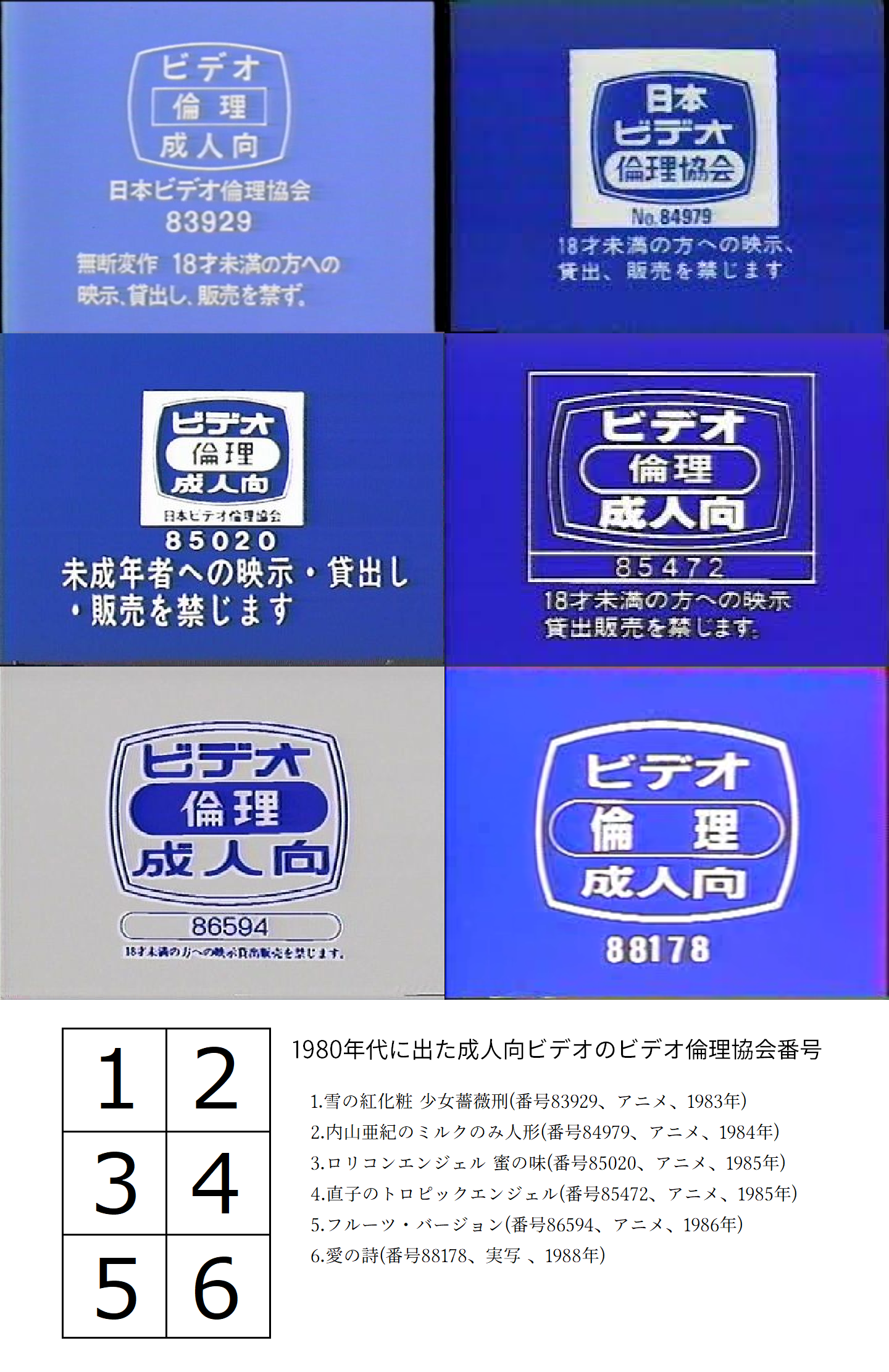
일본 비디오 윤리협회의 심사필을 나타낸 스크린.

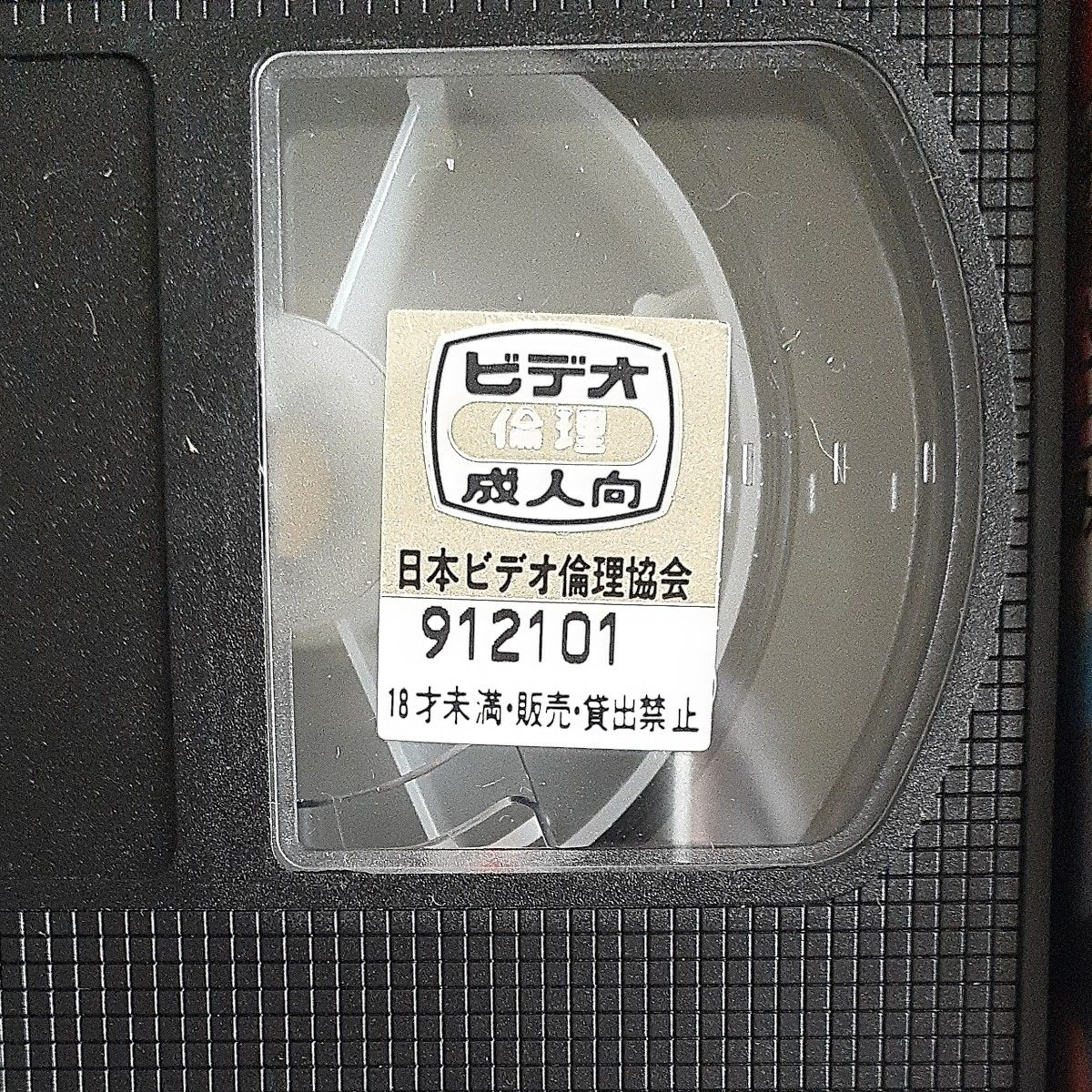
일본 비디오 윤리협회의 심사필증이 붙은 비디오 테이프.

일본비디오윤리협회(일본어: 日本ビデオ倫理 니혼비데오린리쿄오카이[*], Nihon Ethics of Video Association)는 2010년까지 일본에 존재하던 일본의 성인 비디오 제작회사로 구성된 회원제 자체 심사조직으로, 법인격이 없는 임의단체이다. 줄여서 비디륜(일본어: ビデ倫 비데린[*], NEVA)으로 불렸다.

## 연혁

### 적발증가를 배경으로 발족
1960년대 후반 이후 업무용 비디오의 보급으로 성 표현을 도입한 비디오 작품이 제작되기 시작하였다.
1970년대 초 경찰의 적발이 잇따르자 1972년 2월 당시 주요 메이커였던 도에이 비디오, 닛카쓰, 일본 비코테 등 3개사가 영화윤리위원회(영륜)의 심사기준을 준용해 작품을 자체 심사하는 성인 비디오 윤리 자주규제 간담회를 발족했다.
그 후, 1975년부터 1976년에 걸쳐 베타맥스·VHS 방식의 비디오가 연달아 발매되어 가정용 비디오 시장이 급확대됨에 따라 1977년 1월에 명칭을 "일본 비디오 윤리협회"로 변경하고, 정관이나 규약, 심사 체제를 정비해 타 메이커에도 널리 문호를 열었다.
1982년 말 비디오 렌탈 시스템이 확립되지만 같은 시기에 무심사 제조업체에 대한 적발이 잇따르자 비디오 렌탈 업계에서는 비데륜 가맹업체 이외의 성인 비디오를 취급하지 않는 경향이 강해져 가맹업체의 수가 급증했다.

### 업계의 보조를 맞추지 못하고 미주
1990년대 초반 화보집과 주간지 등에서 헤어 누드가 해금되자 가맹점들이 음모 규제를 느슨하게 해달라는 요청이 나왔지만 비디륜은 이에 반대해 결과적으로 인디메이커의 대두를 허용했다.
심사기준이 다른 자율규제단체가 여럿 존재하는 사태가 벌어져 이후 업계 재편에 적지 않은 영향을 미쳤다.
2006년 4월부터 경제산업성의 지도에 의해 영륜관리위원회(영륜), 컴퓨터 소프트웨어 윤리기구(소프륜), 컴퓨터 엔터테인먼트 협회(CESA), 컴퓨터 엔터테인먼트 레이팅 기구(CERO), 일본 어뮤즈먼트 머신 공업협회(JAMMA)와 함께 영상 콘텐츠 윤리 연락회의(가칭)에서 심사기준·표시의 단일화를 협의하는 것이 결정되었다.
2007년 8월 23일 성인 DVD의 심사가 불충분하다고 하여 경시청 보안과에 의한 가택수색을 받아 자료를 압수당했다. 모자이크 처리가 덜 된 DVD(후술)의 판매를 방조한 혐의에 따른 것으로, 이 조직에 있어서 최초의 경찰에 의한 강제 수사가 되었다. 2008년 3월 1일, 비디륜의 심사부 통괄 부장과 비디오 제작사 사장이 외설도화 반포 방조 혐의로 체포되었다.
이 사건의 영향으로 2008년 6월을 끝으로 작품의 심사 업무를 종료, 과거에 심사한 작품의 관리에 전념하는 것이 결정되었다.
2008년 6월 25일, 비디륜 가맹 메이커가 새롭게 설립한 신단체 「일본 영상윤리 심사기구」(일본 영심)는 동년 7월부터 2006년에 비디륜, 콘텐츠 소프트 협동조합(CSA), 일본 영상 소프트 제작·판매 윤리 기구(제판륜)의 합의 하에 설립, 종래 CSA 작품의 심사를 실시하고 있던 「심사 센터」에 심사 업무를 위탁하는 것이 발표되었다. 일영심 가맹 메이커는 약 40사, 매월 700~800개 정도의 작품이 심사 대상이 된다.
그 후, 일영심은 2010년 12월에 컨텐츠 소프트 협동조합(CSA)의 내부 조직·미디어윤리위원회(미디륜)와 합류해 신조직·영상 윤리 기구(영상륜)이 되어, 영상륜에 일체의 조직과 업무를 양도해 해산했다..

## 활동
발족 이래 심사 조직을 해마다 확충하고 학식이 풍부한 평의원회를 설치하거나 경찰청 출신을 사무국에 채용하는 등 성인 비디오 업계에 대한 공권력의 개입을 최소화하는 역할을 했다. 이 때문에 "경찰청 관계자들의 주요 낙하산 인사가 되는 것 아니냐"는 지적이 나온다. 2007년 8월 23일의 압수수색은 경찰청 출신자를 막아서면서 이루어졌다고 한다.
또, 관련 단체로서 비디륜 가맹 메이커가 제작한 작품의 해적판의 배제를 목적으로 한 비디오 윤리 감시 위원회가 있어, 점포에 대한 방문 조사를 실시해, 해적판의 적발 외, 음란물에 해당할 우려가 있는 비디오·DVD(우라 비디오·박지 등)의 대출 및 판매, 자동 판매기에 의한 판매, 18세 미만으로의 대출·판매 등에 대해 시정을 지도하고 있다.
한편, 비디륜의 운영이 종래의 메이커 주체인 것이나, 작품의 심사 기준이 불명확하고, 시대에 적합하지 않다는 등의 불만은 업계 내에 뿌리 깊으며, 1980년대 후반부터 다른 자체 심사 조직을 설립하는 움직임이 몇 가지 있어, 1996년에는 소프트 온 디맨드 등의 인디계 어덜트 비디오 메이커가 주체가 되어 미디어 윤리협회(현 콘텐츠소프트 협동조합)가 설립되었다. 그 후에도 다른 심사 단체를 설립하는 움직임이 잇따르면서 비디륜의 존재감은 해마다 저하되고 있는 실정이었다.
2005년에는 셀 시장뿐 아니라 비디륜 가맹 메이커의 아성이라고도 할 수 있는 렌탈 시장에서도 인디계 메이커가 우위에 이르러, 뒤늦게 비디륜에서도 국부에 따른 모자이크 처리(이른바 「디지털 모자이크」)(2004년 10월)나 헤어(음모)·아날(항문)의 노출(2006년 8월 심사 타이틀로부터)을 해금하는 등, 기준의 재검토가 이루어지고 있었다.
덧붙여 DVD에 대해서는, 컴퓨터 소프트웨어 윤리기구(소프륜)에서도 심사를 실시하고 있어, 심사 기준은 양 단체에서 다소 다르다(가장 큰 차이는, 비데렌드에서는 한 번 시장에 나온 인디 작품은 모자이크 등의 수정을 실시해도 심사 대상으로 하지 않는 것에 대해, 소프렌드는 심사 대상으로 한다)지만, 서로 심사 결과를 존중한다는 취지의 각서를 주고 받고 있기 때문에, 양 단체에서 심사를 받은 작품은 시장에서는 동등한 취급을 받는다. 또 CS방송 성인프로그램윤리위원회(CS성륜)와 같은 각서를 주고받고 있다.

## 같이 보기
- 일본의 포르노그래피